# 中村直人 (教育学者)
中村 直人(なかむら なおと、1959年 - )は日本の教育経営学者・比較教育学者。高知工科大学マネジメント学群・教職課程教授。東京都出身。

## 略歴
・1988年3月　　広島大学大学院教育学研究科博士課程後期単位取得満期退学
・1988年4月　　文部教官広島大学助手教育学部 
・1991年10月　 ロンドン大学教育研究所客員研究員
・1993年4月　　九州女子短期大学専任講師
・1998年　　 　九州女子短期大学助教授
・1999年4月　　九州女子大学文学部助教授
・2003年4月　　九州女子大学文学部教授
・2003年4月　　九州女子大学付属自由ヶ丘幼稚園長
・2005年4月　　九州女子大学人間科学部学部長
・2008年4月　　高知工科大学教授
・2009年4月　　高知工科大学教職課程支援センター長
・2010年4月　　高知工科大学教職課程支援センター長および学生支援センター長
・2011年4月　　高知工科大学マネジメント学部マネジメント学科学科長、教職課程支援センター長および学生支援センター長

## 担当講義
セミナーI、セミナーII、教職概論、教育原論、教育制度論、教育課程論、教育実践演習、教育実習事前事後指導、など

## 所属学会
日本比較教育学会、日本教育学会、日本教育経営学会、日本教育行政学会、教育史学会、History of Education Society、中国四国教育学会、など

## 名言
『自己教育力』を基本とした教育を行っている。
「まゆゆ推し」である。

## 主な著書など
『比較教育学』福村出版、平成2年12月。
『学校経営ハンドブック20 審議会答申のキーワード解説(1996-1999年)』第一法規、平成12年3月。
『現代社会からみる生涯学習の論点』ぎょうせい, 平成15年3月。
『小学校教員をめざして　-教育実習の基礎基本-』ぎょうせい、平成20年5月。
『イギリスにおける教育と経済的衰退　-1870年から1990年代まで-　』晃洋書房、平成22年1月出版（M. Sanderson, Education and Economic Decline in Britain, 1870-1990s, Cambridge University Press,1999.）。
『教育実習の基礎基本』, 共著，ぎょうせい，2008
『叱り方・懲戒読本』, 共著，教育開発研究所，1990

## 参考URL
- http://www.kochi-tech.ac.jp/kut/about_KUT/faculty_members/prof/nakamura-naoto.html
- http://www.manage.kochi-tech.ac.jp/professor/nakamura.html [リンク切れ]